# La Chapelle-Gaceline

La Chapelle-Gaceline este o comună în departamentul Morbihan, Franța. În 1 ianuarie 2018 avea o populație de 765 de locuitori.